# VV Stormvogels '64
VV Stormvogels '64 is een Nederlandse amateurvoetbalclub afkomstig uit Achlum.

## Senioren voetbal
VV Stormvogels '64 heeft op het moment van schrijven geen eigen seniorenelftallen meer (juli 2025), de elftallen die bestaan zijn combinatieteams die mede uit spelers bestaan van VV Arum

## Jeugdvoetbal
VV Stormvogels '64 heeft vier jeugdelftallen, namelijk een onder-7, een onder-10, een onder-14 (G-elftal), een onder-17 (G-elftal), en een onder-19-elftal. Voor de jeugd werkt het samen met VV Arum, waarbij de nadruk ligt op teams organiseren die bestaan uit elftallen, daar VV Stormvogels '64 te weinig leden heeft om deze teams zelf te kunnen samenstellen.
AVC · VV Beetgum · SC Berlikum · CVO · SF Deinum · VV Dronrijp · VV Foarút · SC Franeker · VV Minnertsga · Ouwe Syl · VV Sint Annaparochie · Sint Jacob · SSS '68 · Stormvogels '64 · VV Tzum · VV Tzummarum